# Султанбеково (Аскінський район)
Султанбе́ково (рос. Султанбеково, башк. Солтанбәк) — присілок у складі Аскінського району Башкортостану, Росія. Адміністративний центр Султанбековської сільської ради.
Населення — 459 осіб (2010; 493 у 2002).
Національний склад:
- башкири — 98 %